# Agent d'accueil et de surveillance
Pour les articles homonymes, voir AAS et Agents de surveillance.
L'agent d'accueil et de surveillance (AAS) assure l’ouverture (week-end et jours fériés) et la fermeture des jardins selon des horaires précis, informe le public par une parfaite connaissance de leur jardin et de son environnement, et encadre les manifestations, tournages, travaux.

## Surveillance
Dans leur mission de surveillance, les AAS portent assistance au public en cas d’incident ou d’accident. Ils assurent la médiation en cas de conflit entre usagers (jeux de ballon, jeux bruyants, jeux dangereux, sans-abris…).
Chaque jour, pour la sécurité du jeune public, ils vérifient les aires de jeux, neutralisant ainsi les équipements en cas de danger.
Ils veillent à la tranquillité et la sécurité des espaces verts en contrôlant la circulation des véhicules, des chiens dangereux près des aires de jeux (chien tenu en laisse et muselé), en sécurisant les différentes zones de travaux (élagages, plantation, …). Signalant tout individu suspect, ou ayant un comportement suspect, à la Police.
Surveillant le patrimoine végétal de la ville aidé par leurs collègues jardiniers qui leur signalent les vols, dégradations ou toute plantation en cours.
Ils contrôlent toute activité sur le domaine de la ville de Paris et nécessitant des autorisations.
L’AAS par la mission qui lui a été confiée doit faire faire respecter le Règlement des Parcs et Promenades de la Ville de Paris.
Chargés d’une mission de police au titre de l’Article 108 de la loi Sarkozy sur la sécurité intérieure. Ils sont assermentés par le Tribunal de Grande Instance de Paris.
En vertu de L’article 2512-16 du Code Général Collectivités Territoriales et de l’article 78-6 du Code de Procédure Pénale, ils sont habilités à relever l’identité d’un contrevenant (carte d'identité, permis de conduire, passeport, …), pour constater l’infraction au Règlement des Parcs et Jardins par procès-verbal, si celui-ci refuse ou se trouve dans l’impossibilité de justifier son identité, l’AAS peut se faire assister par la Police Nationale pour « refus d’identité ».